# Rolfexpressen
Rolfexpressen är en svensk kortfilm från 1932. Medverkade som skådespelare gjorde Ernst Rolf, Isa Quensel, Tutta Rolf och Edvard Persson. Handlingen utspelar sig på ett tåg där rollfigurerna ses sjungande.

### Fotnoter
1. ↑  ”Rolfexpressen”. Svensk Filmdatabas. http://sfi.se/sv/svensk-filmdatabas/Item/?itemid=31345&type=MOVIE&iv=Basic&ref=/templates/SwedishFilmSearchResult.aspx?id%3d1225%26epslanguage%3dsv%26searchword%3drolfexpressen%26type%3dMovieTitle%26match%3dBegin%26page%3d1%26prom%3dFalse. Läst 21 mars 2013.